# Đorđe Vujadinović
Đorđe "Đokica" Vujadinović (* 6. Dezember 1909 in Smederevo; † 5. Oktober 1990 in Belgrad) war ein jugoslawischer Fußballspieler.

## Laufbahn
Đorđe Vujadinović, war auf Vereinsebene von 1928 bis 1940 für den OFK Belgrad aktiv, für den er schon in der Jugend in den Jahren 1923 bis zu seinem Debüt bei den Senioren gespielt hatte. Mit dem vormaligen BSK Beograd gewann er 1931, 1933, 1935, 1936 und 1939 den Meistertitel. Gradjanski Zagreb war der spielstärkste Konkurrent. Die Meisterschaft wurde ab 1927 in einem Ligasystem ausgetragen. Es spielten aber lediglich die Meister der regionalen Klassen um den Titel, nun aber jeder gegen jeden. Ab der Saison 1932/33 kam es zu Bildung der Ersten Liga.
Sein Debüt in der Nationalmannschaft gab der Offensivspieler am 6. Oktober 1929 bei der 1:2-Niederlage in Bukarest gegen Rumänien. Er gehörte der jugoslawischen Fußballnationalmannschaft an und nahm mit ihr an der ersten Fußball-Weltmeisterschaft 1930 teil. Dort kam der Stürmer in den Gruppenspielen gegen Brasilien und Bolivien, sowie im Halbfinale gegen Uruguay zum Einsatz. 
Sein letzter Einsatz in der Nationalmannschaft datiert aus dem Spiel am 3. November 1940 in Zagreb gegen Deutschland. Beim 2:0-Erfolg gegen die Mannschaft von Reichstrainer Sepp Herberger waren auch noch seine Vereinskameraden Franjo Glaser, Ernest Dubac, Gustav Lehner, Svetislav Valjarevic und Vojin Bozovic im Einsatz. Insgesamt absolvierte er von 1929 bis 1940 44 Länderspiele für Jugoslawien und erzielte dabei 18 Tore. Darunter auch noch zwei WM-Qualifikationsspiele zur WM 1934 und eines zur WM 1938.